# François-Bruno Keingiaert de Gheluvelt
François-Bruno Keingiaert de Gheluvelt (Ieper, 7 juni 1808 - 11 augustus 1876) was burgemeester van de Belgische gemeente Geluveld.

## Levensloop
Tiende en laatste kind van Louis-Bruno Keingiaert de Gheluvelt, trouwde François-Bruno in 1849 met Charlotte Buyse (Waasten 1820 - Geluveld, 1896). Ze hadden toen al twee kinderen: Louise (1839-1907) en Gustave (1842-1854). Ze kregen na het huwelijk nog twee zoons, Bruno-Gustave en Jules. Bruno-Gustave (1856-1903) trouwde met Aline Catteaux (1863-1940) en het was hun enige dochter Léonie Keingiaert de Gheluvelt die na de Eerste Wereldoorlog burgemeester werd.
François-Bruno Keingiaert volgde in 1833 zijn vroeg overleden broer Bruno op als burgemeester van Geluveld. Hij oefende het ambt meer dan veertig jaar uit, tot aan zijn dood.